# Theridion banksi
Theridion banksi là một loài nhện trong họ Theridiidae.
Loài này thuộc chi Theridion. Theridion banksi được Lucien Berland miêu tả năm 1920.